# سيلينة طويلة البتلات
السيلينة طويلة البتلات (باللاتينية: Silene longipetala) نوع نباتي يتبع جنس السيلينة من الفصيلة القرنفلية.

## الموئل والانتشار
موطنها المشرق العربي والمغرب العربي وقبرص وتركيا واليونان.